# Emerik Blum
Emerik Blum (Sarajevo, 7. kolovoza 1911. – Fojnica, 24. lipnja 1984.), bosanskohercegovački političar, filantrop i poduzetnik židovskog podrijetla, osnivač i prvi direktor Energoinvesta, jednog od najvećih konglomerata istočne Europe. Bio je suprug pijanistice Matusje Blum.

## Životopis
Emerik Blum rođen je 7. kolovoza 1911. godine, u skromnoj sarajevskoj židovskoj obitelji. Nakon školovanja u Čehoslovačkoj, tj. diplome iz elektrotehnike na Tehničkom fakultetu u Pragu, vratio se u Sarajevo. U svojim dvadesetim godinama, s Oskarom Danonom, Mešom Selimovićem, Ismetom Mujezinovićem i Vojom Dimitrijevićem, pokrenuo je Collegium Artistucum.
Godine 1941. Emerik Blum postao je član Komunističke partije Jugoslavije (KPJ). Po uspostavi Nezavisne Države Hrvatske (NDH) uključio se u Narodnooslobodilačku borbu (NOB). Uhićen je u Sarajevu 23. lipnja 1941. godine kao komunist. Jedan mjesec su ga držali u zatvoru u Sarajevu s ostalim uhićenima. Nakon toga su ih postrojili u kolone i otpremili na željezničku stanicu, gdje su ih utovarili na teretni vlak. Poslije tri dana stigli su u Gospić. Blum se spasio od smrti tako što se po dolasku prijavio kao Židov, a ne komunist. Komuniste su ustaše odmah odvajali i kasnije ubili na Velebitu i u logoru Jadovno. Emerik Blum je potom bio deportiran u Karlobag, a iz Karlobaga u logor Slana na Pagu. Ondje je proveo određeno vrijeme, da bi potom kamionom bio prevezen s ostalim logorašima u Gospić. Nakon tri dana vožnje vlakom, stigao je u logor Jasenovac, gdje je kao zatvorenik-inženjer održavao električnu centralu. Godine 1944. organizirao je uspješan bijeg iz logora Jasenovac. Nakon bijega, Emerik Blum ponovno se priključio Narodnooslobodilačkoj vojsci Jugoslavije. Neko vrijeme radio je na teritoriju zapadne Bosne i Hercegovine, a zatim je postavljen za referenta za obnovu pri Zemaljskom antifašističkom vijeću narodnog oslobođenja Bosne i Hercegovine (ZAVNOBiH).
Emerik Blum je nakon Drugog svjetskog rata bio načelnik u Ministarstvu industrije i rudarstva SR Bosne i Hercegovine (SR BiH), generalni inženjer Generalne direkcije Savezne elektroprivrede, generalni direktor Direkcije za elektroprivredu Vlade FNR Jugoslavije, pomoćnik ministra Elektroprivrede, predsjednik Komiteta za elektroprivredu. Bio je jedan od osnivača poduzeća "Elektroprojekt" 1951. godine, iz kojeg je kasnije nastao regionalni gigant Energoinvest koji je djelovao u cijelom svijetu. Bio je zagovarač ideje da se izgrade kapaciteti velikih industrijskih postrojenja, a u prvom planu aluminijski kombinat u Mostaru, kao i Tvornica glinice "Birač A.D." u Zvorniku. Njegova je zasluga i stvaranje kapaciteta u proizvodnji elektrostrojarske opreme. Tako je izgrađena i tvornica "TAT" na Ilidži, elektrotvornica u Lukavici kod Sarajeva, tvornice u Doboju, Odžaku, Črnuču, Tešnju, Višegradu, Prištini, Tuzli i u drugim mjestima SFR Jugoslavije. Stipendirao je i školovao stručnjake raznih tehničkih profila i uveo stalnu praksu specijalizacije jugoslavenskih stručnjaka u Rusiji, SAD-u, Njemačkoj, Francuskoj, Velikoj Britaniji i drugim zemljama. Emerik Blum je osnovao "Laboratorij za zavarivanje i defektoskopiju" 1954. godine, da bi formirao i društvo za zavarivanje u Bosni i Hercegovini te školu zavarivanja.
Emerik Blum je bio gradonačelnik Sarajeva u doba najvećeg procvata grada, u razdoblju od 1981. do 1983. godine. Umro je 24. lipnja 1984. godine, nakon što je završio svoje posljednje poslove u odboru za organizaciju XIV. Zimske olimpijske igre u Sarajevu.

## Sjećanje
Emerik Blum je 1974. godine odlikovan titulom Viteza Legije časti Francuske. Jedna od ulica u sarajevskom naselju Grbavica nosi njegovo ime, a postavljena mu je i bista ispred zgrade "Energoinvesta". Emerika Bluma je ugledni list Financial Times opisao kao "oličenje socijalističke poslovnosti".

## Vanjske poveznice
- Emerik Blum: Vizionar čija djela u BiH još niko nije dostigao